# Marianna Janion
Marianna Janion (ur. 16 stycznia 1953 w Wólce Milanowskiej) – polska lekarz kardiolog, profesor nauk medycznych, profesor zwyczajna Uniwersytetu Jana Kochanowskiego w Kielcach, dziekan Wydziału Lekarskiego i Nauk o Zdrowiu tej uczelni w kadencji 2016–2020.

## Życiorys
W 1977 ukończyła z wyróżnieniem studia na Wydziale Lekarskim Akademii Medycznej im. Mikołaja Kopernika w Krakowie. Po odbyciu staży w 1981 i 1984, uzyskała specjalizacje I i II stopnia w zakresie chorób wewnętrznych. Doktoryzowała się w 1988 na uczelni macierzystej w oparciu o pracę zatytułowaną Analiza przyczyn zgonów u chorych w szpitalnej fazie zawału serca i po przebytym zawale w regionie kieleckim. Stopień doktora habilitowanego uzyskała w 2002 w Collegium Medicum Uniwersytetu Jagiellońskiego na podstawie rozprawy pt. Historia naturalna zawału serca – ocena zmian w rokowaniu – wieloletnia obserwacja. Tytuł naukowy profesora nauk medycznych otrzymała 13 stycznia 2009.
W latach 1989–2001 była ordynatorem Klinicznego Oddziału Kardiologii w Wojewódzkim Szpitalu Zespolonym w Kielcach, następnie została ordynatorem Świętokrzyskiego Centrum Kardiologii (2001–2006) i w 2006 ordynatorem II Klinicznego Oddziału Kardiologii ŚCK w Kielcach. W 2001 podjęła pracę na Akademii Świętokrzyskiej, przekształconej następnie w Uniwersytet Jana Kochanowskiego w Kielcach. W latach 2012–2016 była prodziekanem Wydziału Lekarskiego i Nauk o Zdrowiu UJK. W kwietniu 2016 została wybrana na dziekana tego wydziału na kadencję 2016–2020 (od 1 września 2016).
Członkini Polskiego Towarzystwa Lekarskiego i Polskiego Towarzystwa Kardiologicznego (w 1994 powołała oddział kielecki tego towarzystwa, w latach 1995–2006 była jego przewodniczącą). Autorka ponad 380 prac.
Odznaczona Złotym Krzyżem Zasługi (2004) oraz Krzyżem Kawalerskim Orderu Odrodzenia Polski (2020).